# غيفن
غيفن (باليابانية: ギヴン، بالروماجي: Givun) (بالإنجليزية: Given) هي سلسلة مانغا يابانية من تأليف ورسم ناتسوكي كيزو، نشرت من قبل شوغاكوكان في مجلة Cheri+، منذ 30 أبريل عام 2013، وتم تجميع الفصول في 5 مجلدات تانكوبون. أنتجت المانغا إلى مسلسل أنمي ياباني تلفزيوني من قبل عرض في استوديو ليرتشي، عرض الأنمي 11 يوليو عام 2019 واستمر عرضه حتى 19 سبتمبر عام 2019، على تلفزيون فوجي في فقرة نويتامينا، وتكون من 11 حلقة.

## القصة
تدور أحداث القصة عن طالب يساعد زميله في تعلم العزف على الغيتار ومع الوقت يكتشف موهبته البديعة في الغناء ويضمه إلى فرقته ومع بدأ إستمتاعهم بالعزف معًا يقع في حبه ولكن المشكلة تكمُن في ماضي زميله الغامض.

## الشخصيات

### الشخصيات الرئيسية
ريتسوكا أوينوياما (باليابانية: 上ノ山 立夏، بالروماجي: Uenoyama Ritsuka)
أداء صوتي: يوما أوتشيدا
مافويو ساتو (باليابانية: 佐藤 真冬، بالروماجي: Satō Mafuyu)
أداء صوتي: شوغو يانو
هاروكي ناكاياما (باليابانية: 中山 春樹، بالروماجي: Nakayama Haruki)
أداء صوتي: ماساتومو ناكازاوا
أكيهيكو كاجي (باليابانية: 梶 秋彦، بالروماجي: Kaji Akihiko)
أداء صوتي: تاكويا إغوتشي

### شخصيات أخرى
يوكي يوشيدا (باليابانية: 吉田 由紀، بالروماجي: Yoshida Yūki)
أداء صوتي: وكي شين
أوغيتسو موراتا (باليابانية: 村田 雨月، بالروماجي: Murata Ugetsu)
أداء صوتي: شينتارو أسانوما
يايوي (باليابانية: 上ノ山 弥生، بالروماجي: Uenoyama Yayoi)
أداء صوتي: يو شيمامورا
شوغو إيتايا (باليابانية: 板谷 翔吾، بالروماجي: Itaya Shōgo)
أداء صوتي: كينغو تاكاناشي
ريو أويكي (باليابانية: 植木 涼، بالروماجي: Ueki Ryū)
أداء صوتي: هيروتو أمانو
هيراغي كاشيما (باليابانية: 鹿島 柊، بالروماجي: Kashima Hiiragi)
أداء صوتي: فومييو إيماي
ياغي شيزوسامي (باليابانية: 八木 玄純، بالروماجي: Shizusumi Yagi)
أداء صوتي: تايتو بان
كوجي ياتوكي (باليابانية: 矢岳 光司، بالروماجي: Yatake Kōji)
أداء صوتي: ريوتا تاكيوتشي
تسوباكي (باليابانية: つばき، بالروماجي: Tsubaki)
أداء صوتي: ميتسوهيرو ناكاي

## وصلات خارجية
- موقع الأنمي الرسمي والفيلم (باليابانية)
- Official stage play website نسخة محفوظة 8 أبريل 2020 على موقع واي باك مشين. (باليابانية)
- غيفن على موقع ANN manga (الإنجليزية)